# Ludovico III Gonzaga
Ludovico Gonzaga, (alias Luigi III o Ludovico II), detto il Turco (5 giugno 1412 – Goito, 11 giugno 1478), figlio di Gianfrancesco I Gonzaga e di Paola Malatesta, fu il secondo marchese di Mantova dal 1444 fino alla sua morte. Fu l'esponente più ragguardevole della famiglia e sotto la sua signoria Mantova divenne una delle capitali del Rinascimento italiano.

## Biografia

### Il condottiero
Educato alla Ca' Zoiosa di Vittorino da Feltre, Ludovico seguì le orme del padre Gianfrancesco, combattendo come condottiero per la famiglia Visconti al fianco di Milano dal 1436, ma l'anno seguente passò al servizio della Repubblica di Venezia, nella lega formata con la Repubblica di Firenze, contro Milano. Nel 1437 fu fatto prigioniero da Francesco Sforza a Barga, mentre combatteva per Niccolò Piccinino.
Fece edificare da Luca Fancelli tra il 1447 e il 1478 a Revere il Palazzo Ducale, residenza castellata. Nel 1450 edificò a Volta Mantovana, borgo fortificato, una residenza estiva, Palazzo Gonzaga-Guerrieri, con giardini all'italiana.
Nel 1450 gli fu concesso di condurre un esercito per il re Alfonso V d'Aragona in Lombardia, con l'intento principale di conquistare possedimenti per se stesso. Ma Francesco Sforza, il nuovo duca di Milano, lo attrasse a sé con la promessa di Lonato, Peschiera e Asola, ex territori mantovani in possesso di Venezia. Quest'ultima replicò saccheggiando Castiglione delle Stiviere e portando al suo fianco il fratello di Ludovico, Carlo. Nello stesso anno il marchese iniziò la costruzione dell'Ospedale Grande di San Leonardo, forse ad opera di Luca Fancelli.

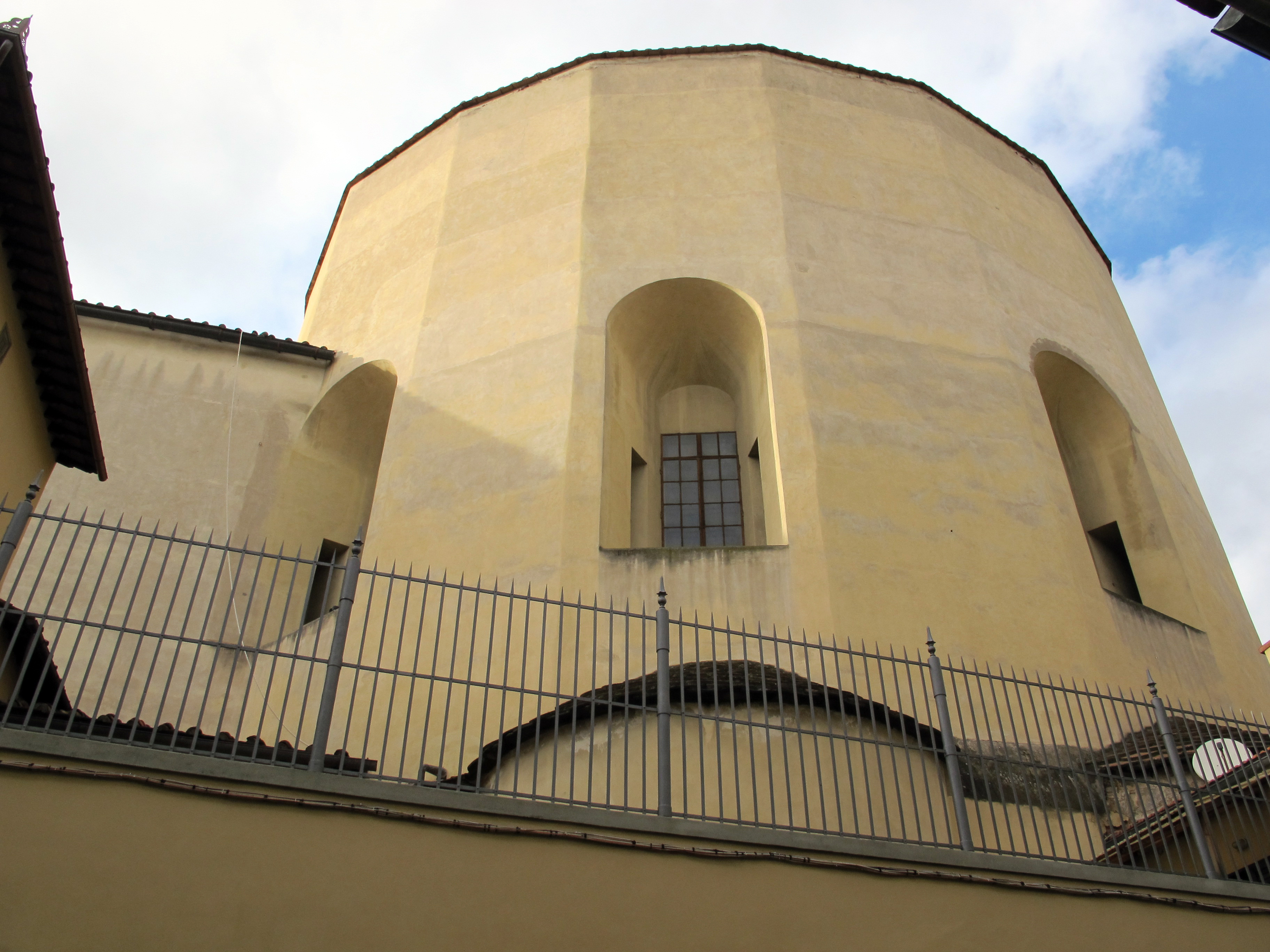
Firenze, tribuna della Basilica della Santissima Annunziata

Ludovico Gonzaga contribuì, dal 1453 e in accordo con Cosimo de' Medici, alla costruzione della tribuna della Basilica della Santissima Annunziata di Firenze.
Il 14 giugno 1453, Ludovico mise in rotta le truppe di Carlo nella battaglia di Villabona presso Goito, ma le truppe veneziane sotto la guida di Niccolò Piccinino contrastarono qualunque tentativo di riconquistare Asola. La Pace di Lodi (1454) costrinse Ludovico a restituire tutti i territori conquistati e a rinunciare definitivamente alle tre città. Ricevette, però, le terre di suo fratello dopo la morte senza figli di quest'ultimo nel 1450.
Il momento di massimo prestigio di Mantova fu il Concilio di Mantova, tenuto in città dal 27 maggio 1459 al 19 gennaio 1460, convocato da Papa Pio II per lanciare una crociata contro gli Ottomani, che avevano conquistato Costantinopoli alcuni anni prima. Come ricompensa Ludovico ricevette dal Papa l'onorificenza della Rosa d'Oro e il figlio Francesco divenne cardinale.

### Il mecenate
Tra il 1455 ed il 1461 fece costruire dall'ingegnere milanese Bertola da Novate il Naviglio di Goito, che doveva collegare la città alla residenza estiva di Goito. La costruzione venne portata a termine dall'architetto militare Giovanni da Padova.
Nel 1460 Ludovico nominò Andrea Mantegna artista di corte della famiglia Gonzaga che si incaricò di dipingere nel castello la famosa Camera degli Sposi e chiamò a Mantova architetti come Luca Fancelli e Leon Battista Alberti, quest'ultimo in città già dal 1459, che iniziarono la costruzione delle chiese di S. Andrea e S. Sebastiano.
Diede incarico a Luca Fancelli di acquistare dei gelsi in Toscana e diffonderne la coltivazione nel marchesato, iniziando da Cavriana, dove il marchese fece del castello la sua residenza estiva. Ne trasse beneficio soprattutto la zona di Castiglione e Castel Goffredo dove si insediarono le prime attività connesse alla produzione e lavorazione della seta.

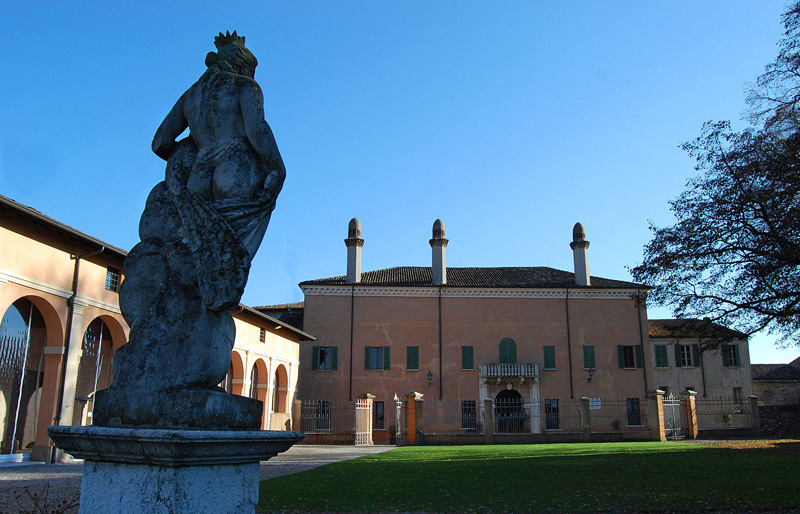
Volta Mantovana, Palazzo Gonzaga-Guerrieri, XV secolo.

Nel 1466, alla morte del fratello Alessandro, ne ereditò i possedimenti, che comprendevano Castel Goffredo, allora feudo autonomo (così rimasto sino al 1602), e Castiglione. L'imperatore investì il marchese Ludovico delle terre dell'Alto Mantovano, compreso Castel Goffredo. Fece potenziare le fortificazioni avvalendosi dell'esperto architetto Giovanni da Padova.

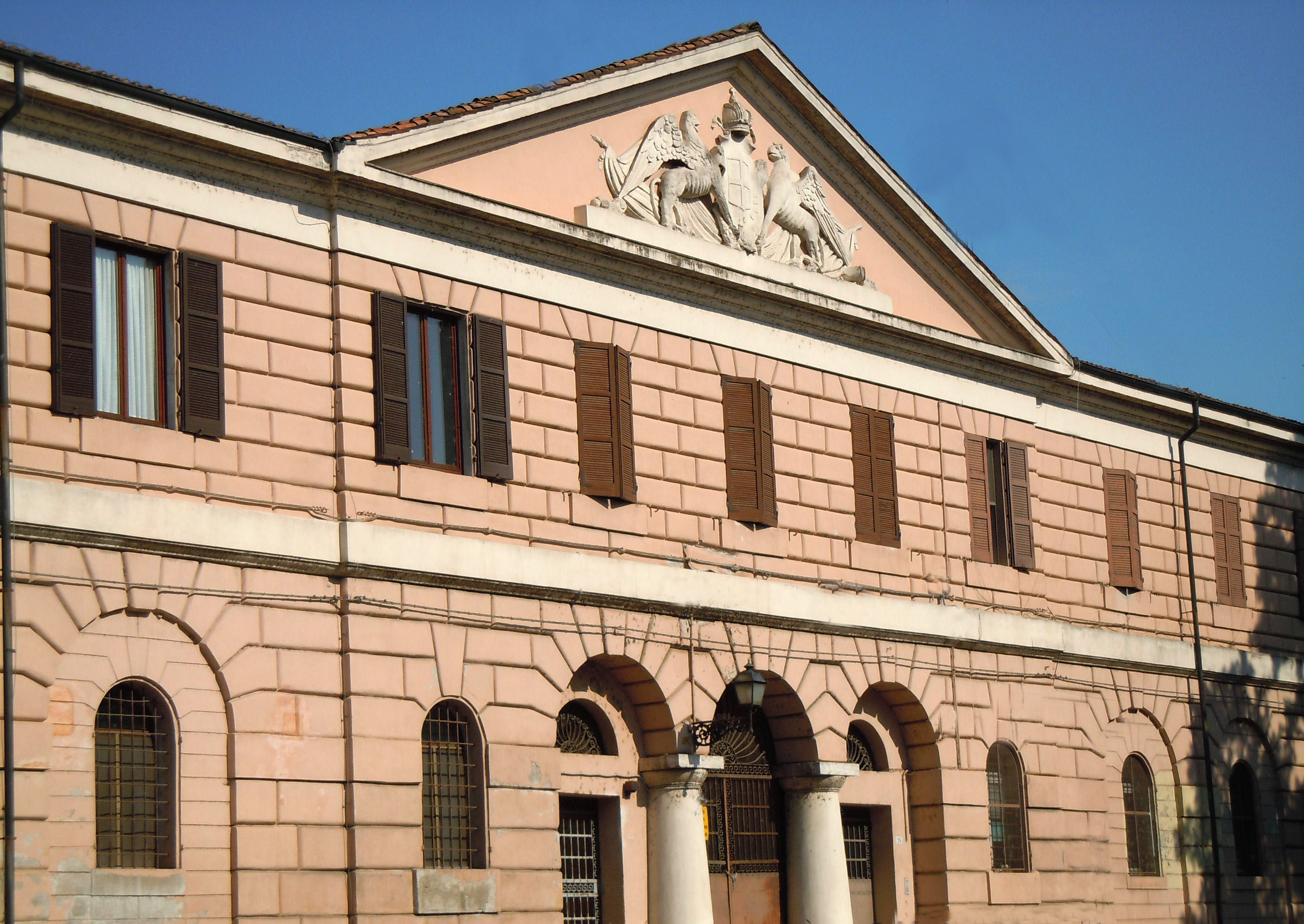
Mantova, Ospedale Grande di San Leonardo.

Dal 1466 fu più o meno costantemente al servizio degli Sforza di Milano. Vani invece furono i tentativi di imparentamento con i duchi milanesi; nonostante gli accordi che prevedevano le nozze tra il primogenito di casa Sforza, Galeazzo Maria, con una delle figlie di Ludovico, questo matrimonio non avvenne mai, a causa delle deformazioni ereditarie che svilupparono prima Susanna (poi ritiratasi a vita monacale), poi Dorotea (che morì a soli 18 anni), che erano state designate in successione come promesse spose di Galeazzo. Questo episodio rappresentò una delle pagine più amare e dolorose della storia della famiglia Gonzaga.
Ludovico III si occupò anche di pubblica assistenza alla città, per questo fece edificare dall'architetto Luca Fancelli l'Ospedale Grande di San Leonardo, che fu terminato nel 1470. Tra il 1470 ed il 1477 il Fancelli edificò per il marchese Corte Ghirardina a Motteggiana, tra i più significativi esempi di architettura del primo Rinascimento mantovano.
Nel 1474 ricevette dalle mani del re Cristiano I di Danimarca l'ambita decorazione dell'Ordine dell'Elefante.

### Testamento e morte
Ludovico morì a Goito nel 1478 durante un'epidemia di peste. Fu sepolto nella Cattedrale di San Pietro a Mantova.
Alla sua morte non fu rinvenuto alcun testamento e la vedova Barbara, asserendo di conoscere le volontà del marito o forse per evitare liti tra gli eredi, dispose la divisione dei territori fra i suoi cinque figli maschi: avvenne così lo smembramento dello Stato gonzaghesco ed ebbero origine le diverse signorie mantovane.

## Matrimonio e discendenza

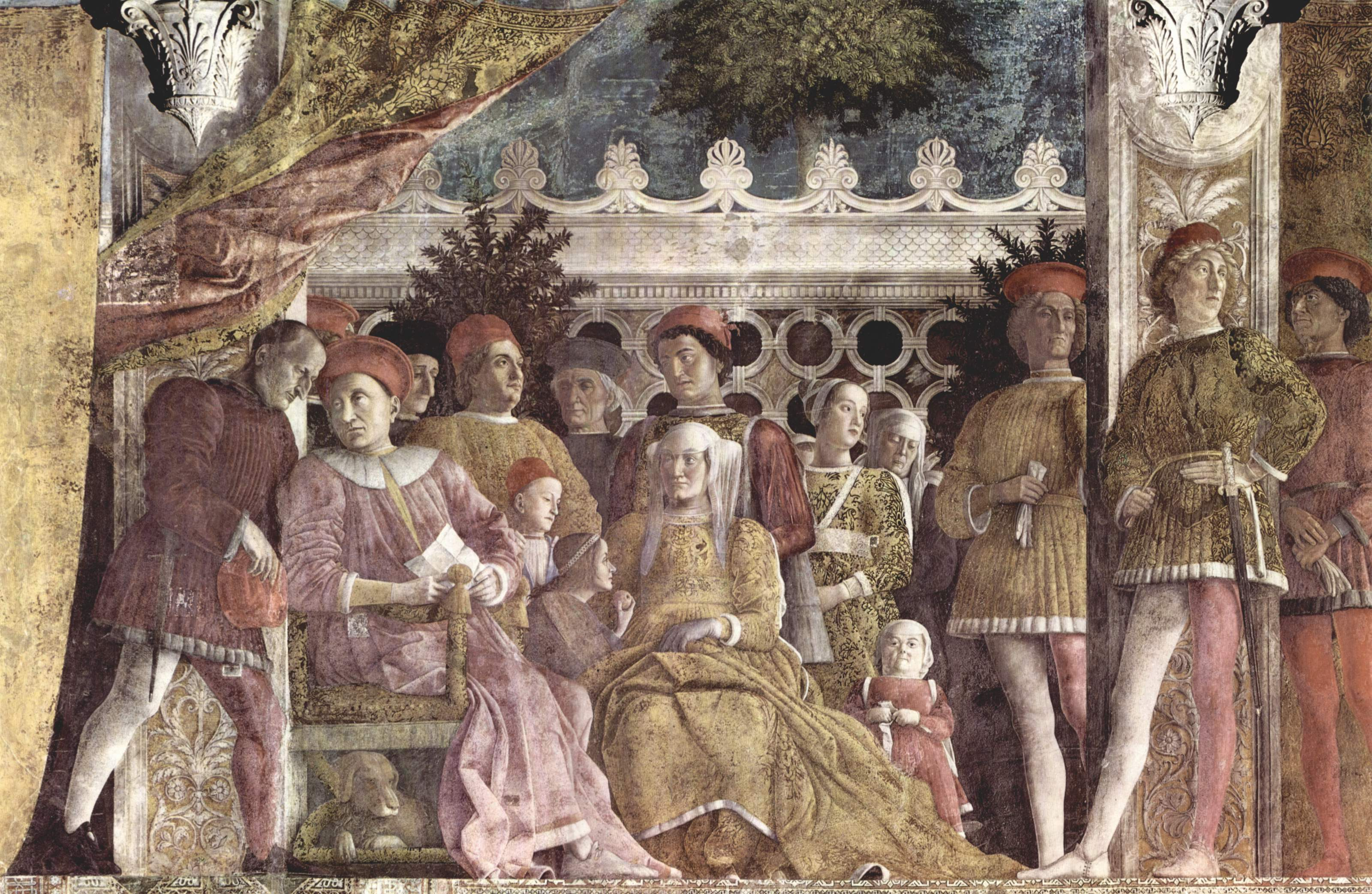
La corte, Andrea Mantegna, Camera degli Sposi, Mantova

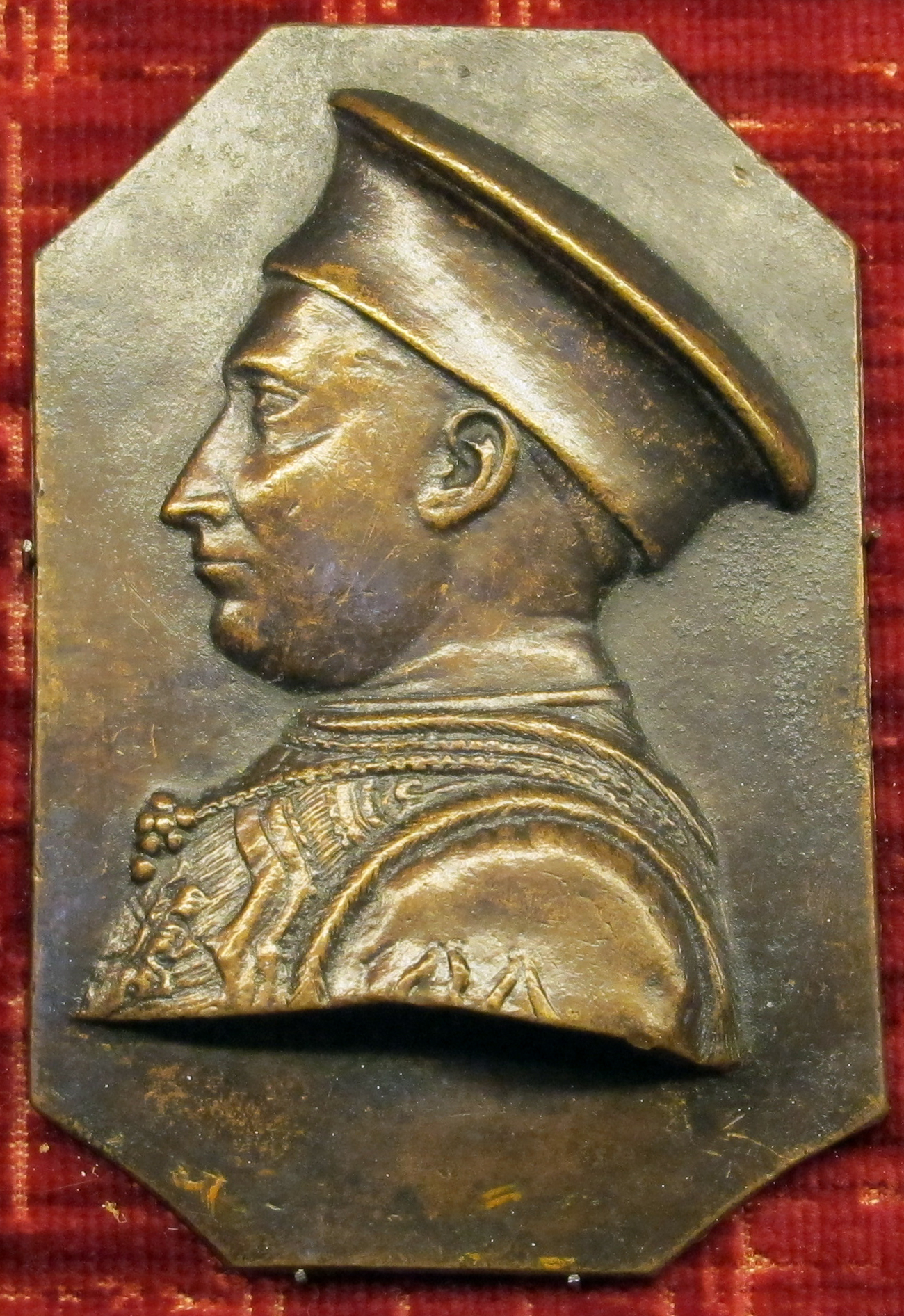
Pietro da Fano, placchetta di Ludovico III Gonzaga

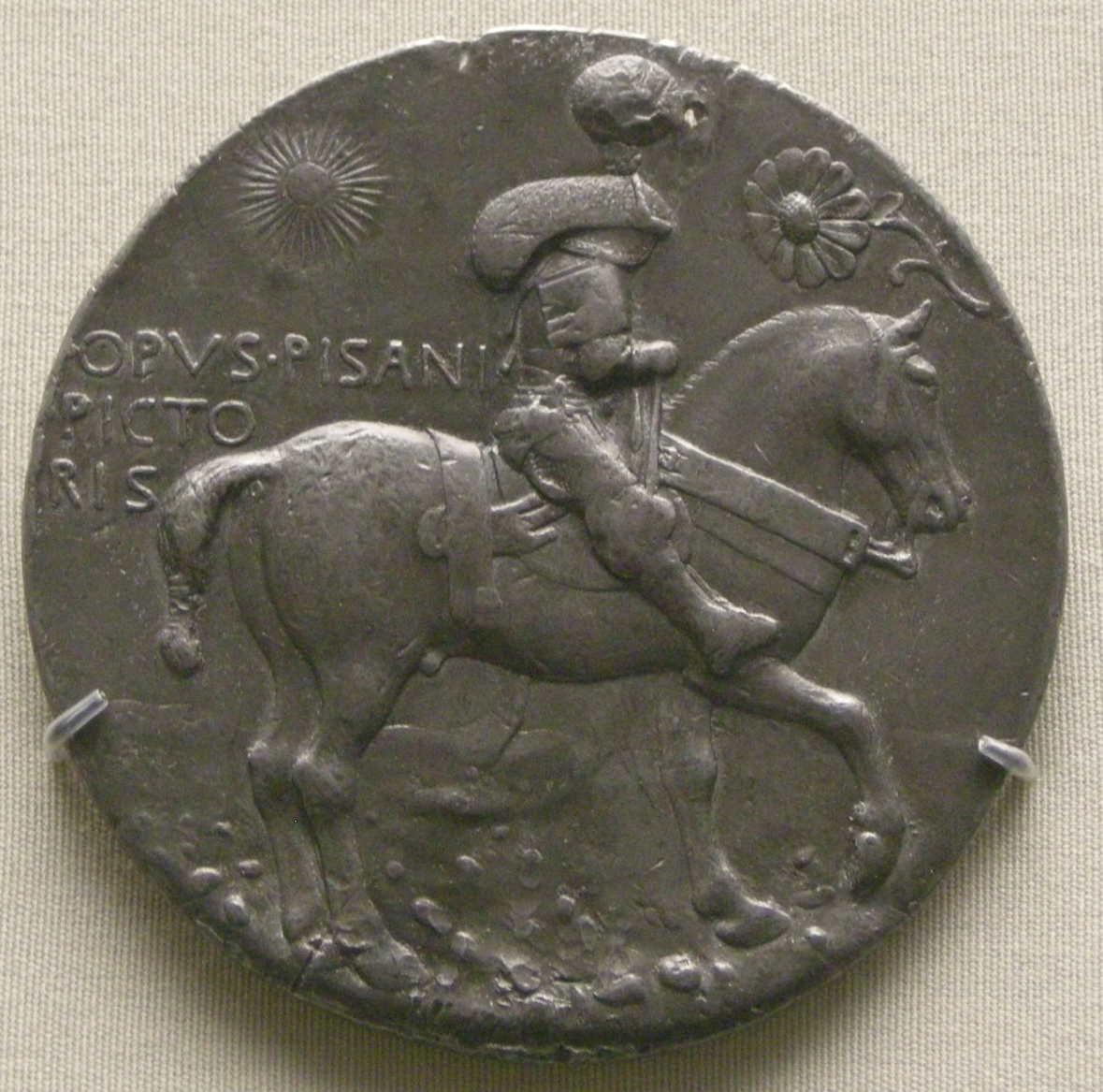
Pisanello, medaglia di Ludovico III Gonzaga, con la calendula (in alto a destra), una delle imprese più antiche dei Gonzaga

Ludovico sposò, nel 1437, Barbara di Brandeburgo, figlia di Giovanni l'Alchimista e nipote dell'imperatore Sigismondo. Dall'unione nacquero molti figli:
- Federico (1441 – 1484), futuro terzo Marchese di Mantova;
- Francesco (Mantova, 1444 – Porretta Terme, 1483), divenne cardinale nel 1461. Fu vescovo di Bressanone, e quindi di Mantova (1466). Amministratore dell'arcidiocesi di Lund (Svezia) fra il 1472 ed il 1474;[17]
- Paola Bianca (1445-18 ottobre 1447);[18]
- Gianfrancesco (1446 - 1496), sposo di Antonia del Balzo. Il primo figlio, Ludovico (†1540), darà origine alla dinastia dei signori di Sabbioneta ed il secondo, Pirro (†1529), alla dinastia dei signori di Bozzolo;
- Susanna (1447 - 1481), monaca clarissa nel monastero di Santa Paola a Mantova;
- Dorotea (1449 - 1467), promessa sposa di Galeazzo Maria Sforza;
- Cecilia (25 marzo 1451 - 20 aprile 1478),[19] monaca nel monastero Santa Chiara a Mantova;
- Rodolfo (1452 - 1495), sposo di Antonia Malatesta e successivamente di Caterina Pico della Mirandola. Ebbe figli solo dalla seconda: il primogenito, Gianfrancesco, fu capostipite del ramo dei Marchesi di Luzzara mentre il secondo Aloisio Gonzaga, diede origine alla dinastia dei marchesi di Castel Goffredo e poi principi di Castiglione;
- Barbara (1455 – 1505), sposa di Eberardo I, duca di Württemberg (1474);
- Ludovico (1460 - 1511), vescovo di Mantova dalla morte del fratello Francesco;
- Paola (1464 - 1497), moglie di Leonardo, conte di Gorizia.

Ebbe anche due figlie naturali:
- Caterina (1434-1495), andata in moglie nel 1451 al capitano di ventura Francesco Secco;
- Gabriella, che sposò Corrado Fogliani,[20] marchese di Vighizzolo.

## Ascendenza
|                        |                       |                         | Genitori                |  |  | Nonni |  |  | Bisnonni           |  |  | Trisnonni     |  |
|                        |                       |                         |                         |  |  |       |  |  | Ludovico I Gonzaga |  |  | Guido Gonzaga |  |
|                        |                       |                         |                         |  |  |       |  |  | Ludovico I Gonzaga |  |  | Guido Gonzaga |  |
|                        |                       | Beatrice di Bar         |                         |  |  |       |  |  | Ludovico I Gonzaga |  |  |               |  |
| Francesco I Gonzaga    |                       |                         |                         |  |  |       |  |  | Ludovico I Gonzaga |  |  |               |  |
|                        |                       | Alda d'Este             | Obizzo III d'Este       |  |  |       |  |  |                    |  |  |               |  |
|                        |                       | Alda d'Este             | Obizzo III d'Este       |  |  |       |  |  |                    |  |  |               |  |
|                        |                       | Alda d'Este             | Lippa Ariosti           |  |  |       |  |  |                    |  |  |               |  |
| Gianfrancesco Gonzaga  |                       | Alda d'Este             |                         |  |  |       |  |  |                    |  |  |               |  |
|                        |                       | Galeotto I Malatesta    | Pandolfo I Malatesta    |  |  |       |  |  |                    |  |  |               |  |
|                        |                       | Galeotto I Malatesta    | Pandolfo I Malatesta    |  |  |       |  |  |                    |  |  |               |  |
|                        |                       | Galeotto I Malatesta    | Taddea da Rimini        |  |  |       |  |  |                    |  |  |               |  |
| Margherita Malatesta   |                       | Galeotto I Malatesta    |                         |  |  |       |  |  |                    |  |  |               |  |
|                        |                       | Gentile da Varano       | Rodolfo II da Varano    |  |  |       |  |  |                    |  |  |               |  |
|                        |                       | Gentile da Varano       | Rodolfo II da Varano    |  |  |       |  |  |                    |  |  |               |  |
|                        |                       | Gentile da Varano       | Camilla Chiavelli       |  |  |       |  |  |                    |  |  |               |  |
| Ludovico Gonzaga       |                       | Gentile da Varano       |                         |  |  |       |  |  |                    |  |  |               |  |
|                        | Pandolfo II Malatesta | Malatesta III Malatesta |                         |  |  |       |  |  |                    |  |  |               |  |
|                        | Pandolfo II Malatesta | Malatesta III Malatesta |                         |  |  |       |  |  |                    |  |  |               |  |
|                        | Pandolfo II Malatesta | Costanza Ondedei        |                         |  |  |       |  |  |                    |  |  |               |  |
| Malatesta IV Malatesta | Pandolfo II Malatesta |                         |                         |  |  |       |  |  |                    |  |  |               |  |
|                        |                       | Paola Orsini            | Bertoldo Orsini         |  |  |       |  |  |                    |  |  |               |  |
|                        |                       | Paola Orsini            | Bertoldo Orsini         |  |  |       |  |  |                    |  |  |               |  |
|                        |                       | Paola Orsini            | Jacopa Orsini           |  |  |       |  |  |                    |  |  |               |  |
| Paola Malatesta        |                       | Paola Orsini            |                         |  |  |       |  |  |                    |  |  |               |  |
|                        |                       | Rodolfo II Da Varano    | Berardo II da Varano    |  |  |       |  |  |                    |  |  |               |  |
|                        |                       | Rodolfo II Da Varano    | Berardo II da Varano    |  |  |       |  |  |                    |  |  |               |  |
|                        |                       | Rodolfo II Da Varano    | Bellafiore da Brunforte |  |  |       |  |  |                    |  |  |               |  |
| Elisabetta da Varano   |                       | Rodolfo II Da Varano    |                         |  |  |       |  |  |                    |  |  |               |  |
|                        |                       | Camilla Chiavelli       | Finuccio Chiavelli      |  |  |       |  |  |                    |  |  |               |  |
|                        |                       | Camilla Chiavelli       | Finuccio Chiavelli      |  |  |       |  |  |                    |  |  |               |  |
|                        |                       | Camilla Chiavelli       | …                       |  |  |       |  |  |                    |  |  |               |  |
|                        |                       | Camilla Chiavelli       |                         |  |  |       |  |  |                    |  |  |               |  |